# Canottaggio ai Giochi della XXXII Olimpiade - Otto femminile
L'otto femminile dei Giochi della XXX Olimpiade si è svolta tra il 25 e il 30 luglio 2021. Hanno partecipato 7 equipaggi.
La gara è stata vinta dall'equipaggio canadese composto da Lisa Roman, Kasia Gruchalla-Wesierski, Andrea Proske, Christine Roper, Susanne Grainger, Madison Mailey, Sydney Payne, Avalon Wasteneys e Kristen Kit.

## Formato
Gli equipaggi sono stati divisi in due batterie; i due vincitori hanno avuto accesso alla finale, mentre gli altri si sono affrontati in un ripescaggio che qualifica altri quattro equipaggi.

## Programma
| Data           | Ora (UTC+9) | Turno      |
| -------------- | ----------- | ---------- |
| 24 luglio 2021 | 12:20       | Batterie   |
| 28 luglio 2021 | 12:40       | Ripescaggi |
| 30 luglio 2021 | 10:50       | Finale A   |

## Risultati

### Batterie
| Pos. | Atleti                                                                             | Nazione       | Tempo   | Note |
| ---- | ---------------------------------------------------------------------------------- | ------------- | ------- | ---- |
| 1    | Greenslade, Dyke, Spoors, Bevan, Prendergast, Gowler K., Ross, Gowler J., Shepherd | Nuova Zelanda | 6:07.65 | QF   |
| 2    | Roman, Gruchalla-Wesierski, Proske, Roper, Grainger, Mailey, Payne, Wasteneys, Kit | Canada        | 6:07.97 | R    |
| 3    | Wang Z., Wang Y., Xu, Miao, Zhang, Ju, Li, Guo, Zhang                              | Cina          | 6:10.77 | R    |
| 4    | Gammond, Brew, Ford, Muzerie, McMurtry, Douglas, Edwards, Parfett, Horn            | Gran Bretagna | 6:26.76 | R    |

| Pos. | Atleti                                                                             | Nazione     | Tempo   | Note |
| ---- | ---------------------------------------------------------------------------------- | ----------- | ------- | ---- |
| 1    | Thoennes, Buck, Doonan, Mooney, Coffey, Salmons, Musnicki, O'Brien, Guregian       | Stati Uniti | 6:08.69 | QF   |
| 2    | Rusu, Bejinariu, Dedu, Tivodariu, Vrinceanu, Beres A., Beres M., Tilvescu, Druncea | Romania     | 6:09.95 | R    |
| 3    | Horton, Aldersey, Cox, Patten, Hawe, Rowe, Werry, Goodman, Rook                    | Australia   | 6:18.95 | R    |

### Ripescaggio
| Pos. | Atleti                                                                             | Nazione       | Tempo   | Note |
| ---- | ---------------------------------------------------------------------------------- | ------------- | ------- | ---- |
| 1    | Rusu, Bejinariu, Dedu, Tivodariu, Vrinceanu, Beres A., Beres M., Tilvescu, Druncea | Romania       | 5:52.99 | Q WB |
| 2    | Roman, Gruchalla-Wesierski, Proske, Roper, Grainger, Mailey, Payne, Wasteneys, Kit | Canada        | 5:53.73 | Q    |
| 3    | Wang Z., Wang Y., Xu, Miao, Zhang, Ju, Li, Guo, Zhang                              | Cina          | 5:55.69 | Q    |
| 4    | Horton, Aldersey, Cox, Patten, Hawe, Rowe, Werry, Goodman, Rook                    | Australia     | 5:57.15 | Q    |
| 5    | Gammond, Brew, Ford, Muzerie, McMurtry, Douglas, Edwards, Parfett, Horn            | Gran Bretagna | 6:05.26 |      |

### Finale
| Pos. | Atleti                                                                             | Nazione       | Tempo   | Note |
| ---- | ---------------------------------------------------------------------------------- | ------------- | ------- | ---- |
|      | Roman, Gruchalla-Wesierski, Proske, Roper, Grainger, Mailey, Payne, Wasteneys, Kit | Canada        | 5:59.13 |      |
|      | Greenslade, Dyke, Spoors, Bevan, Prendergast, Gowler K., Ross, Gowler J., Shepherd | Nuova Zelanda | 6:00.04 |      |
|      | Wang Z., Wang Y., Xu, Miao, Zhang, Ju, Li, Guo, Zhang                              | Cina          | 6:01.21 |      |
| 4    | Thoennes, Buck, Doonan, Mooney, Coffey, Salmons, Musnicki, O'Brien, Guregian       | Stati Uniti   | 6:02.78 |      |
| 5    | Horton, Aldersey, Cox, Patten, Hawe, Rowe, Werry, Goodman, Rook                    | Australia     | 6:03.92 |      |
| 6    | Rusu, Bejinariu, Dedu, Tivodariu, Vrinceanu, Beres A., Beres M., Tilvescu, Druncea | Romania       | 6:04.06 |      |